# Haemaphysalis punctaleachi
Haemaphysalis punctaleachi este o specie de căpușe din genul Haemaphysalis, familia Ixodidae, descrisă de Camicas, Hoogstraal și El Kammah în anul 1973. Conform Catalogue of Life specia Haemaphysalis punctaleachi nu are subspecii cunoscute.